# بلقيس إيدهي
بلقيس بانو إيدهي (14 أغسطس 1947 - 15 أبريل 2022) ممرضة باكستانية ساعدت في إنقاذ حياة أكثر من 16000 طفل. خلال مسيرتها المهنية كممرضة وزواجها من عبد الستار إيدهي، كانت واحدة من أكثر فاعلي الخير نشاطًا في باكستان. والرئيسة المشاركة لمؤسسة إيدهي، وهي منظمة خيرية قدمت العديد من الخدمات في باكستان بما في ذلك مستشفى وخدمة طوارئ في كراتشي، لمساهمتها الفاعلة حصلت على جائزة رامون ماجسايساي للخدمة العامة لعام 1986، وجائزة الأم تيريزا التذكارية الدولية للعدالة الاجتماعية عام 2015. كما حصلت على جائزة هلال امتياز، ثاني أعلى وسام مدني في باكستان. ولخدمتها للبلاد أُطلق عليها أيضًا اسم أم باكستان.